# Vlade Divac
Vlade Divac (cyr. Владе Дивац, ur. 3 lutego 1968 w Prijepolju) – serbski koszykarz, reprezentant Jugosławii. Większość kariery spędził w NBA, grając na pozycji środkowego (216 cm wzrostu). Z reprezentacją Jugosławii zdobył dwukrotnie mistrzostwo świata (1990 i 2002) oraz trzykrotnie mistrzostwo Europy (1989, 1991 i 1995).
Wybrany w drafcie NBA w 1989 przez Los Angeles Lakers zmienił na pozycji centra jednego z najwybitniejszych graczy w historii, Kareema Abdul-Jabbara. Nad rozwojem jego talentu pracował także m.in. Magic Johnson. Divac po pierwszym roku w NBA został wybrany do pierwszej piątki debiutantów, ale drużyna przeżywała wówczas kryzys i nie osiągnęła wielkich sukcesów. Przekazany w 1996 za Kobe Bryanta do Charlotte Hornets, spędził w tym klubie dwa lata. W 1998 podpisał kontrakt z Sacramento Kings, gdzie grał przez sześć sezonów. Mając znakomity skład, Kings osiągali sukcesy w sezonach zasadniczych, jednak szybko przegrywali w play-offach. Największy sukces to finał konferencji w 2002 r., przegrany z Los Angeles Lakers. W 2004 r. Divac wrócił na jeden sezon do Lakersów, jednak kontuzje nie pozwoliły mu na osiągnięcie wysokiej formy. W 2005 zakończył karierę.
W lutym 2009 roku został wybrany na prezydenta Serbskiego Komitetu Olimpijskiego. W 2012 roku wybrano go ponownie na to stanowisko. 20 sierpnia 2010 roku został uhonorowany wyborem do Koszykarskiej Galerii Sław FIBA, ze względu na osiągnięcia koszykarskie na arenie międzynarodowej. W marcu 2015 roku objął etat prezydenta do spraw operacji koszykarskich w klubie Sacramento Kings.
W 1996 wystąpił w filmie Eddie.

## Osiągnięcia
Na podstawie, o ile nie znaleziono inaczej.

### NBA
- Wicemistrz NBA z Lakers (1991)[9]
- Zaliczony do I składu debiutantów NBA (1990)[10]
- Uczestnik meczu gwiazd NBA (2001[a])[12]
- Laureat nagrody J. Walter Kennedy Citizenship Award (2000)[13]
- Klub Sacramento Kings zastrzegł należący do niego numer 21[14]
- Zawodnik tygodnia NBA (26.03.1995)
- Lider play-off w skuteczności rzutów z gry (1990)[15]

### Europa
Drużynowe
- Mistrz:
  - Jugosławii (1987)
  - turnieju McDonalda (1991)
- Wicemistrz Jugosławii (1988, 1989)
- Brąz Pucharu Europy Mistrzów Krajowych (1988)
- Zdobywca pucharu:
  - Jugosławii (1989)
  - Koracia (1989)

Indywidualne
- Zawodnik Roku – Mr Europa (1989)[16]
- Wybrany do:
  - grona:
    - 50. najlepszych zawodników w historii rozgrywek FIBA (1991)
    - 50. największych osobistości Euroligi (2008)

  - Galerii Sław:
    - Koszykówki:
      - im. Jamesa Naismitha (2019)[17]
      - FIBA (2010)

    - Sportu - World Sports Humanitarian Hall of Fame (2008)

  - I składu turnieju McDonalda (1991)

### Reprezentacja
Drużynowe
- Mistrz:
  - świata:
    - 1990[18], 2002[19]
    - U–19 (1987)

  - Europy:
    - 1989, 1991, 1995
    - U–18 (1986)
    - U–16 (1985)

  - uniwersjady (1987)
- dwukrotny wicemistrz olimpijski (1988, 1996)
- Brązowy medalista mistrzostw:
  - świata (1986)
  - Europy (1987, 1999)

Indywidualne
- Zaliczony do I składu najlepszych zawodników mistrzostw:
  - Europy (1991, 1995)
  - świata (1990)